# Hluboká u Borovan
Hluboká u Borovan je vesnice, část města Borovany v okrese České Budějovice v Jihočeském kraji. Nachází se asi 2,8 kilometru východně od Borovan. Prochází tudy Železniční trať České Budějovice – Gmünd.

## Historie
První písemná zmínka o vesnici pochází z roku 1357.

## Přírodní poměry
Jižně od vesnice protéká řeka Stropnice, kolem které se rozkládá národní přírodní rezervace Brouskův mlýn. Jihovýchodně od vsi leží přírodní památka Žemlička. V katastrálním území je evropsky významná lokalita Stropnice (kód CZ0313123).

## Obyvatelstvo
| Rok            | 1869 | 1880 | 1890 | 1900 | 1910 | 1921 | 1930 | 1950 | 1961 | 1970 | 1980 | 1991 | 2001 | 2011 | 2021 |
| -------------- | ---- | ---- | ---- | ---- | ---- | ---- | ---- | ---- | ---- | ---- | ---- | ---- | ---- | ---- | ---- |
| Počet obyvatel | 323  | 356  | 340  | 360  | 387  | 401  | 394  | 318  | 364  | 338  | 302  | 279  | 324  | 373  | 418  |
| Počet domů     | 41   | 48   | 45   | 55   | 63   | 62   | 85   | 103  | 101  | 99   | 101  | 117  | 146  | 159  | 173  |

## Obecní správa
Při sčítání lidu v letech 1850–1943 Hluboká u Borovan byla 
samostatnou obcí v okrese České Budějovice (v letech 1850–1910 Budějovice). Od 1. dubna 1943 do 31. července 1945 byla osadou města Borovany, ale od 1. srpna 1945 do 31. prosince 1962 byla uváděna znovu jako obec, se kterým patřila nejprve do okresu České Budějovice, ale v roce 1950 v okrese Trhové Sviny a od roku 1960 opět v okrese České Budějovice. Od 1. ledna 1963 je opět částí města Borovany v okrese České Budějovice. V letech 1850–1912 k obci patřil Dvorec a v letech 1850–1913 také Vrcov.

## Turismus
- Obora Nový dvůr (62 hekatrů), která je po předchozí domluvě přístupná i veřejnosti.[9]
- Safari Park[10]
- Bike centrum[11]